# Jimmy Bourgoing
 (avril 2016).
Améliorez-le ou discutez des points à vérifier. 
Pour les articles homonymes, voir Bourgoing.
Jimmy Bourgoing est, avec Dédé Fortin, le cofondateur et ex-batteur du groupe de musique québécois Les Colocs. Il joue maintenant avec la formation rock Travelling Band.

## Biographie
Né dans le village de Sainte-Thérèse de Colombier au Québec, Jimmy, se passionne très jeune pour les arts plastiques et les arts visuels. Il commence à jouer de la batterie à l'âge de 9 ans. Il fera d’ailleurs sa marque en tant que batteur du groupe Les Colocs assistant réalisateur avec Dédé Fortin. Il participera au mixage de l'album Atrocetomique du groupe. Il quittera pendant les préparatifs de l'enregistrement de Dehors novembre en 1998. Musicien à la pige, réalisateur studio et mixage depuis son départ des Colocs. Il fait partie maintenant du groupe Travelling Band en tant que Réalisateur, mixage et Batteur. Son autobiographie, Comme un tank est parue en 2013.
Il participa en tant que batteur a l'album solo de Yves Marchand, ainsi qu'une tournée pour Richard Petit. Une longue collaboration avec Marc Déry et Yves Desrosiers au début de leur carrière. Plus de 39 années d'expérience musicale en studio,spectacle. Batteur polyvalent, grande expérience de studio comme batteur, réalisateur et mixage.